# Wu Guanzhong
Wu Guanzhong, en chino 吴冠中 (n. provincia de Jiangsu, 29 de agosto de 1919-25 de junio de 2010), fue, posiblemente, el pintor contemporáneo chino más reconocido.
Wu ha pintado diversos aspectos de China y gran parte de su arquitectura, plantas, animales, personas, así como muchos de sus paisajes y cursos de agua en un estilo inspirado en los pintores impresionistas de comienzos del siglo XX. También se ha destacado como escritor y crítico de arte chino contemporáneo.

## Vida
Wu nació en Yixing, provincia de Jiangsu, en 1919. En 1935, Wu ingresó a estudiar ingeniería en la Escuela Industrial de Zhejiang (浙江 公立 工业 专门 学校, una escuela técnica de la Universidad de Zhejiang) en Hangzhou.
En 1936 se trasladó a la Academia Nacional de Artes de Hangzhou, estudiando tanto la pintura china como la occidental bajo la dirección de Pan Tianshou (1897-1971) y Lin Fengmian (1900-1991). En 1942 se graduó de la Academia Nacional de Artes de Hangzhou.
En 1947 viajó a París para estudiar en la École nationale supérieure des beaux-arts con una beca del gobierno.
Wu presentó los aspectos del arte occidental a sus alumnos en la Academia Central de Arte en Beijing, donde enseñó desde 1950 a 1953. 
Entre 1953 y 1964 enseñó en la Universidad Tsinghua, de Beijing, y luego en la Escuela Normal de Bellas Artes de Beijing . En 2008, Wu donó 133 obras al Museo de arte de Singapur (SAM). Esta donación constituye el mayor donación de Wu Guanzhong en un museo público.

## Exposiciones
Wu Guangzhong ha realizado exposiciones individuales en las galerías de arte más importantes y museos de todo el mundo, incluyendo China, Hong Kong, Singapur, Tokio, Taipéi, Corea, Inglaterra y los EE. UU. 
Sus pinturas se han expuesto en el Museo Británico de Londres, en el Museo Metropolitano de Arte de Nueva York y en el Hong Kong Museum of Art.